# Nyugat-afrikai keskenyszájú orrszarvú
A nyugat-afrikai keskenyszájú orrszarvú (Diceros bicornis longipes) az emlősök (Mammalia) osztályának páratlanujjú patások (Perissodactyla) rendjébe, ezen belül az orrszarvúfélék (Rhinocerotidae) családjába tartozó keskenyszájú orrszarvú (Diceros bicornis) egyik alfaja, amelyet a Természetvédelmi Világszövetség (IUCN) 2011-ben kihaltnak nyilvánított.

## Előfordulása
A nyugat-afrikai keskenyszájú orrszarvú eredeti előfordulási területe Északkelet-Nigéria, Csád délnyugati része, a Közép-afrikai Köztársaság és Kamerun északi fele - ebben az utóbbiban élt a legnagyobb állománya.
A vadászata és orvvadászata miatt kihalt. 2006-ban hat hónapon keresztül, nagymértékű felkutatása folyt, azonban eredménytelenül.

## Megjelenése
Az állat átlagos fej-testhossza 2,8-3,75 méter, marmagassága 1,32-1,8 méter és testtömege 800-1400 kilogramm volt. A két tülke közül az első 50-135,9 centiméteres, míg a második csak 2-55 centiméteres volt. Ludwig Zukowsky szerint, aki elsőként írta le ezt az alfajt, a keskenyszájú orrszarvúak között neki voltak a leghosszabb végtagjai. Mint minden keskenyszájú orrszarvúnak, a nyugat-afrikai alfajnak is meghosszabbodott és mozgatható ajkai voltak; rossz látása, viszont kiváló hallása lehetett.

## Életmódja
A bokrok és cserjék leveleivel és hajtásaival táplálkozhatott. Főleg hajnalkor és alkonyatkor mozgott és táplálkozott; a forró nappalt átpihente, talán dagonyázott is, ha akadt alkalma. Mint sok más nagytestű emlős, valószínűleg a nyugat-afrikai keskenyszájú orrszarvú is társult a nyűvágófélékkel (Buphagidae), részben azért, hogy tisztítsák meg testét az élősködőktől és részben, hogy vészkiáltásaikkal figyelmeztessék a veszély közeledéséről.

## Fordítás
- Ez a szócikk részben vagy egészben  a   Western black rhinoceros című angol Wikipédia-szócikk ezen változatának fordításán alapul.  Az eredeti cikk szerkesztőit annak laptörténete sorolja fel. Ez a jelzés csupán a megfogalmazás eredetét és a szerzői jogokat jelzi, nem szolgál a cikkben szereplő információk forrásmegjelöléseként.